# Рогнеда Мстиславна
Рогнеда Мстиславна (ум. после 1167) — древнерусская княгиня, дочь великого князя Мстислава Владимировича Великого, супруга волынского князя Ярослава Святополчича. Брак был заключён в 1112 году и закончился разводом в 1117—1118 годах (на фоне конфликта Ярослава Святополчича с дедом Рогнеды Владимиром Мономахом). В этом браке родились Вячеслав Ярославич, князь клецкий, и Прибыслава Ярославна, жена померанского князя Ратибора I.
В принадлежавшем Рогнеде Мстиславне Зарубе в 1167 умер её брат великий князь Ростислав Мстиславич. Помимо Заруба княгиня владела соседним селом Рогнедино (ныне районный центр Брянской области), который, по-видимому, назван в её честь. По некоторым данным, приняла монашеский постриг под именем Евфимия. Данные о кончине Рогнеды Мстиславны содержатся на граффити в церкви Благовещения на Городище.